# Гуарчино
Гуарчино, Ґуарчино (італ. Guarcino) — муніципалітет в Італії, у регіоні Лаціо,  провінція Фрозіноне.
Гуарчино розташоване на відстані близько 70 км на схід від Рима, 19 км на північ від Фрозіноне.
Населення — 1630 осіб (2014).
Щорічний фестиваль відбувається 14 грудня. Покровитель — Sant'Agnello.

## Демографія
Населення за роками:

Станом на 1 січня 2023 року в муніципалітеті офіційно проживало 96 іноземців з 22 країн, серед них 29 громадян країн Євросоюзу та 1 громадянин України.

## Сусідні муніципалітети
- Алатрі
- Філеттіно
- Ф'юджі
- Морино
- Торре-Каєтані
- Треві-нель-Лаціо
- Тривільяно
- Віко-нель-Лаціо